# General Atomics MQ-1 Predator
O General Atomics MQ-1 Predator é um veículo aéreo não tripulado desenvolvido pela empresa General Atomics para a Força Aérea dos Estados Unidos.
Começou a ser utilizado em meados da década de 1990, sendo aposentado em 2018.